# Thevetia
Thevetia es un género de plantas fanerógamas de la familia Apocynaceae. Es originario de las regiones tropicales de América. Comprende 27 especies descritas y de estas, solo 3 aceptadas.

## Descripción
Son arbustos o árboles pequeños (raramente bejucos) que alcanzan un tamaño de hasta 10 m de altura, latescentes usualmente con látex blanco espeso. Tallos jóvenes ligeramente angulados, volviéndose teretes con la edad; líneas o crestas interpeciolares conspicuas. Hojas alternas o dispuestas en espiral, sésiles a pecioladas, submembranáceas a coriáceas; márgenes enteros y frecuentemente revolutos; nervaduras secundarias unidas cerca del margen en una serie de rizos o curvas. Inflorescencias axilares o terminales, cimosas, con pocas flores a multifloras; pedúnculos la mayoría alargados; brácteas pequeñas. Flores con frecuencia vistosas, de tamaño mediano a grandes, corta a largamente pediceladas; bractéolas ovadas, aproximadamente a la mitad del pedicelo; cáliz persistente, los lobos 5, ovados, quincuncialmente imbricados, basalmente con muchas glándulas por dentro; corola hipocrateromorfa a infundibuliforme, blanca, color crema, anaranjada o rojizo rosada, los lobos 5, sinistrorsamente convolutos en el botón, reflexos en la antesis; estambres 5, insertados en la mitad del tubo de la corola o más arriba, las anteras lanceoladas, subsésiles; ovario sincárpico, súpero, glabro, el ápice redondeado, el estilo terete con una cabezuela estigmática ligeramente engrosada con un borde basal y distalmente bífido. Frutos en bayas drupáceas con pocas semillas, globosos o subglobosos; pericarpo grueso, coriáceo con una superficie lisa.

## Taxonomía
El género fue descrito por Carlos Linneo y publicado en Opera Varia 212. 1758. La especie tipo es: Thevetia ahouai (L.) A.DC.

## Especies aceptadas
A continuación se brinda un listado de las especies del género Thevetia aceptadas hasta octubre de 2013, ordenadas alfabéticamente. Para cada una se indica el nombre binomial seguido del autor, abreviado según las convenciones y usos. 
- Thevetia ahouai (L.) A.DC., denominada en el Río de la Plata aguaí[3] o aguay[3]
- Thevetia amazonica Ducke
- Thevetia bicornuta Müll.Arg.